# Ли Мирс
Ли Мерс (енгл. Lee Mears; 5. март 1979) бивши је енглески рагбиста. Висок 176 цм, тежак 98 кг, играо је на позицији број 2 - талонер. Играо је рагби у Колстон школи, где су му тренери били Енди Робинсон и Алан Мартиновић. У професионалној каријери није мењао тимове, за Бат је одиграо 201 мечева и постигао 55 поена. Са Батом је освојио челинџ куп 2008. За репрезентацију Енглеске дебитовао је 2005. у тест мечу против Самое. Са Енглеском је освојио куп шест нација 2011. и играо је на два светска првенства (2007, 2011). За "црвене руже" је одиграо 42 утакмице и постигао 5 поена. Одиграо је и 4 меча и постигао 1 есеј за британске и ирске лавове. 11. фебруара 2013. престао је да игра рагби због проблема са срцем.